# Acanthochondria exilipes
Acanthochondria exilipes – gatunek pasożytniczego widłonoga z rodziny Chondracanthidae. Jako pierwszy opisał go w 1932 roku amerykański zoolog Charles Branch Wilson. Holotyp (samica z przyczepionym samcem) został pozyskany ze skrzeli ryby Lopholatilus chamaeleonticeps złowionej przez M.T. Thompsona w lipcu 1914 roku w Oceanie Atlantyckim na stoku kontynentalnym na południe od Woods Hole (stan Massachusetts, USA).